# Parlamentswahl in Antigua und Barbuda 2018
Die Parlamentswahl in Antigua und Barbuda 2018 für die Abgeordneten des Repräsentantenhauses fanden am 21. März 2018 statt.

## Wahlergebnisse
Die Antigua and Barbuda Labour Party (ABLP) von Premierminister Gaston Browne gewann nach 2014 die Wahl erneut und errang mit 15 der 17 Sitze im Repräsentantenhaus einen Sitz mehr als zuvor. Die Frau des Premierministers, Maria Bird-Browne – Enkelin des Gründervaters des Landes, Sir Vere Cornwall Bird – wurde erstmals ins Repräsentantenhaus gewählt. Mit 26 Jahren war sie zu diesem Zeitpunkt die jüngste Abgeordnete in der Geschichte des Landes. Am 26. März wurde Gaston Browne für seine zweite Amtszeit als Premierminister vereidigt.
Die Wahlen 2018 waren vorgezogene Wahlen und fanden 15 Monate früher als nach der Verfassung vorgesehen statt. Der ursprüngliche Termin wäre Juni 2019 gewesen. Der Premierminister erklärte, er müsse „den Investoren Vorhersagbarkeit bieten, Stabilität beweisen und Kontinuität gewährleisten“. Die Parteien konzentrierten sich in ihrem Wahlkampf auf die Wirtschaft und die Tourismusbranche. Die ABLP führte die Erfolge der Regierung an, während die wichtigste oppositionelle Partei, die United Progressive Party (UPP), die vom ehemaligen Finanzminister Harold Lovell angeführt wurde, der Regierung Missmanagement vorwarf.
Die UPP erhielt in dieser Wahl nur noch ein Mandat. Als dritte Partei zog diesmal mit einem Sitz die Barbuda Peoples Party in das Repräsentantenhaus ein. Sie gewann den einzigen Wahlkreis auf Barbuda.
- Antigua and Barbuda Labour Party: 15
- United Progressive Party: 1
- Barbuda Peoples Movement: 1

| Partei                                  | Sitze |
| --------------------------------------- | ----- |
| Antigua and Barbuda Labour Party (ABLP) | 15    |
| United Progressive Party (UPP)          | 1     |
| Barbuda Peoples Movement (BPM)          | 1     |